# Cilandak (Anjatan)
Cilandak is een bestuurslaag in het regentschap Indramayu van de provincie West-Java, Indonesië. Cilandak telt 4267 inwoners (volkstelling 2010).